# Potros de Río Bueno Rugby Club
El Potros de Río Bueno Rugby Club es un club de rugby de Chile con sede en la ciudad de Río Bueno, región de Los Ríos.

## Historia
El equipo nace en año 2011, gracias a gestiones de la municipalidad de Río Bueno, estudiantes del Liceo Técnico Profesional de dicha ciudad y el apoyo Gerhard Brandt y profesor de educación Física, Cristian Gómez.
Durante sus primeros años participó en Asociación de Rugby del Sur (ARUS), que abarca a los equipos de rugby competitivo en las regiones de los Ríos y Los Lagos. A partir de 2015 pasa a formar parte de la Asociación de Rugby de Chiloé.
Desde el año 2013, el equipo organiza el campeonato de rugby Seven a Side Verano en Río Bueno.